# Перемишльська єпархія (унійна)
Перемишльська єпархія — колишня греко-католицька церковно-адміністративна одиниця, фактично утворена в 1610 з призначенням єпископом Атанасія Крупецького, а сформована у 1691 році з включенням православної Перемишльської єпархії внаслідок входження кліру з перепідпорядкуванням православного єпископа Перемишля Інокентія Винницького. Після реорганізації Греко-католицької церкви в Польщі 31 травня 1996 року була реорганізована у архієпархію Перемишля та Варшави.

## Історія

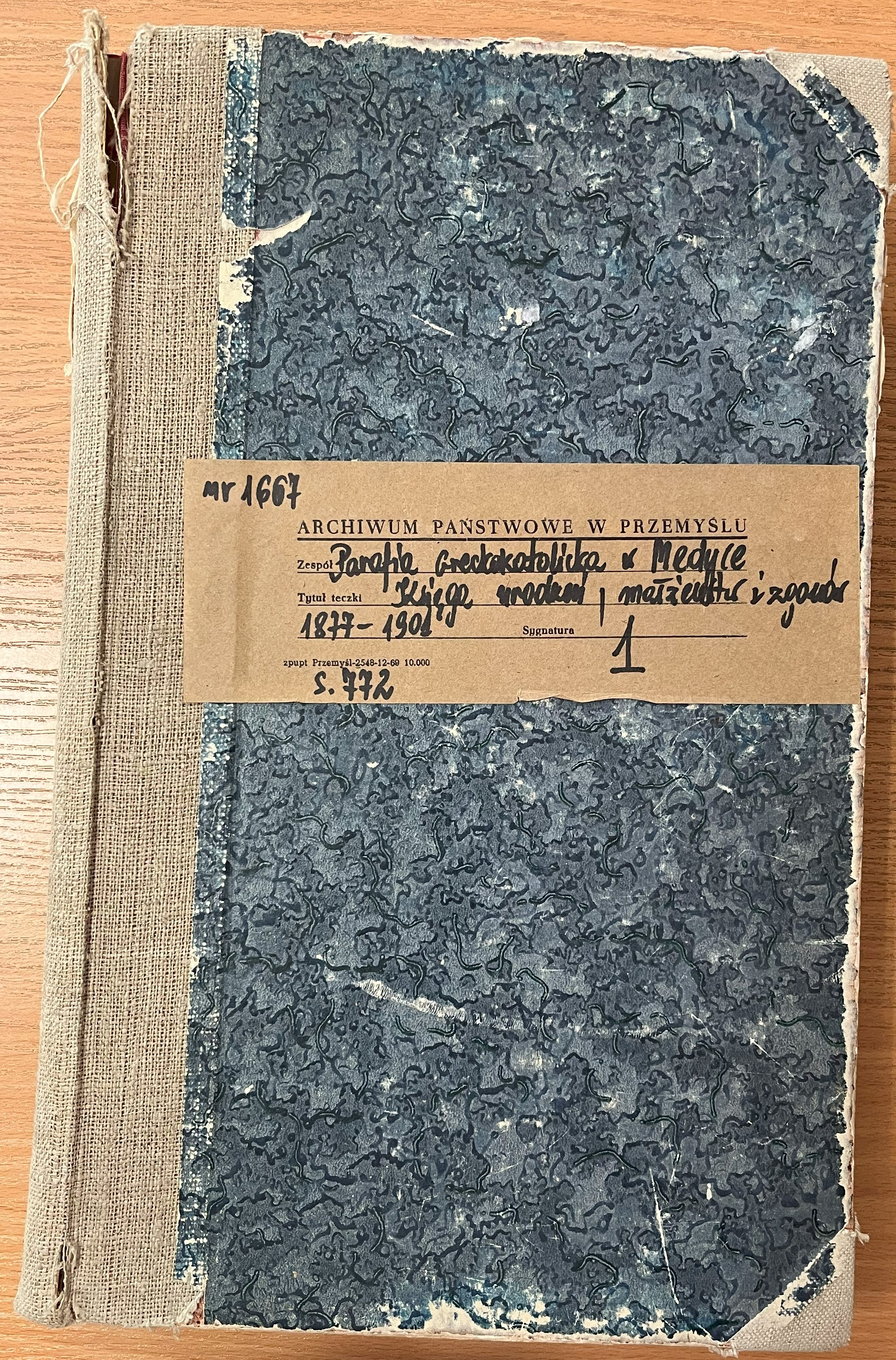
Метрична книга греко-католицької парафії в Медиці (1877-1901 рр.)

Фактично утворена в 1610 з призначенням єпископом Атанасія Крупецького.
23 червня 1691 року єпископ Перемишльський Інокентій Винницький, який був прихильником Унійної Церкви, публічно оголосив у Варшаві себе і всю свою паству приналежними до унії. Фактично унію по всій єпархії введено 28 квітня 1693 року. На основі угоди православний клір з паствою увійшли до складу унійної єпархії, тож уся попередня історія Перемишльської єпархії спадково увійшла до неї.
Згодом у 2-й половині вісімнадцятого століття Перемишль-Самбірська греко-католицька єпархія розділена на 3 офіціліати: генеральний Перемишльський і кафедральні  Сяніцький і Самбірський. Кожен офіціліат ділився на деканати (protopopie), яких наприкінці вісімнадцятого століття було 31.
У 1772 році при переході під австрійське панування єпархія складалася з 1253 парафій, тоді налічувала 24 900 км² і близько 300 000 вірних.
До 1772 року в єпархії було 9 чоловічих монастирів (василіанських) і 3 жіночі. В результаті йосифинських реформ наприкінці вісімнадцятого століття скоротилось число греко-католицьких парафій. В кінці дев'ятнадцятого століття греко-католицька єпархія в Перемишлі мала 685 парафій, 23 самоуправні вікаріати, більш 800 священиків займались пастирською роботою серед 997 600 вірних, 6 чоловічих монастирів (Добромиль, Дрогобич, Крехів, Кристинопіль, Лаврів, Жовква) і 1 жіночий у Яворові.
Священиків єпархії Перемишля під час австрійського періоду готували спочатку в Барбареумі, на богословському факультеті при Віденському університеті, в училищі при Віденському храмі св. Августина, у  Львівській генеральній греко-католицькій семінарії, та у Перемишльській греко-католицькій семінарії. Останню у 1845 році заснував єпископ Іван Снігурський.

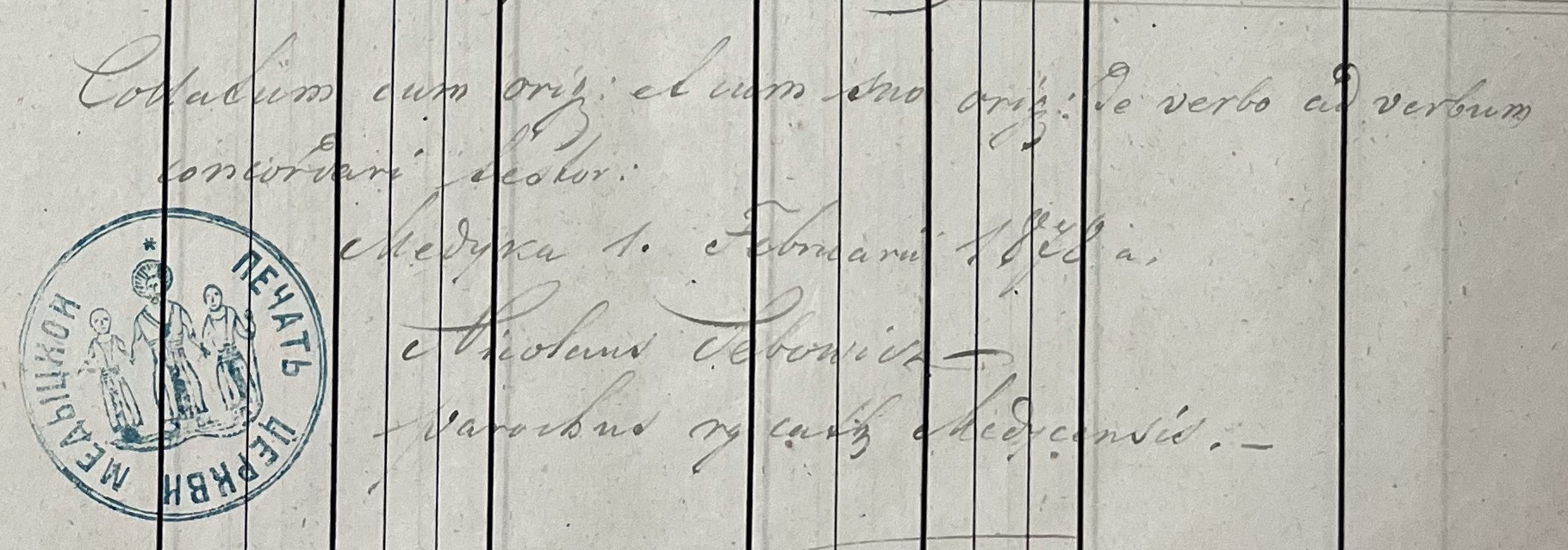
Запис в Метричній книзі греко-католицької парафії в Медиці (1878 рік)

У 1934 р. папою вилучено 9 деканатів (загалом  115 парафій) від Перемиської єпархії і створено окрему Апостольську Адміністрацію Лемківщини з русофільською ієрархією.
Перша радянська окупація забрала жертвами 22 парохів. Єпархія була у складі греко-католицької церкви до її ліквідації комуністичною владою в СРСР («Львівський собор») та на Закерзонні (арешт духовенства і ув'язнення в концтаборі Явожно або передача НКВС, вивезення українців у СРСР або депортація у ході операції «Вісла» на німецькі землі).
Греко-католицькі Єпископи Перемишльські, Самбірські та Сяніцькі
- Атанасій Крупецький (1610—1652)
- Прокіп Хмельовський (1652—1664)
- Антоній Терлецький (1664—1667)
- Яків Суша (1667—1669) — тимчасовий адміністратор єпархії, єпископ Холмський
- Іван Малаховський (1669—1691)
- Інокентій Винницький (1691—1700)
- Юрій Винницький (1700—1713)
- Лев Кишка (1713—1715) — тимчасовий адміністратор єпархії, єпископ Володимирський
- Єронім Устрицький (1715—1746)
- Онуфрій Шумлянський (1746—1762)
- Атанасій Шептицький (1762—1779)
- Максиміліян Рило (1779—1793) — до 1785 — тимчасовий адміністратор єпархії, далі — єпископ Перемишльський, Самбірський і Сяніцький
- Петро Білянський (1794—1796) — тимчасовий адміністратор єпархії, єпископ Львівський, Галицький і Кам'янецький
- Антін Ангелович (1796—1813)
- Михайло Левицький (1813—1818)
- Іван Снігурський (1818—1847)
- Григорій Яхимович (1848—1860)
- Тома Полянський (1860—1869)
- Йосиф Сембратович (1869—1872)
- Іван Ступницький (1872—1890)
- Юліан Куїловський (1890—1891) — тимчасовий адміністратор єпархії
- Юліан Пелеш (1891—1896)
- Костянтин Чехович (1897—1915)
- Йосафат Коциловський (1916—1947).

## Деканати
У 1772 році до єпархії належали деканати: балигородський, бецький, бірчанський, добромильський, дрогобицький, дуклянський, городоцький, ярославський, яслівський, яворівський, комарнянський, кросненський, ліський, любачівський, мокрянський, мостиський, мушинський, нижанківський, олеський, порохницький, перемиський, самбірський, сяніцький, судововишенський, сколівський, старосільський, старосамбірський, стрийський, тарногрудський, височанський, затварницький і жукотинський.
У тому ж році додано деканати із зайнятих Австрією в момент розділу Польщі греко-католицьких єпархій: холмської — грабовецький, городельський, грубешівський, тишівський, щебрешинський і замостянський та белзької — белзький, буський, потилицький, сокальський, стоянівський, стремілецький, скуровицький, тартаківський, томашівський, улянівський і варяжський.
20 серпня 1787 року 7 деканатів прикріплені до львівської єпархії — буський, городоцький, радехівський, сколівський, стрийський, стремільський і скуровицький.
До 1920 року єпархія у Перемишлі налічувала 40 деканатів, з них надалі збережено 29: балигородський, белзький, бірчанський, варяжський, височанський, добромильський, дрогобицький, дуклянський, жовківський, жукотинський, комарнянський, короснянський, куликівський, ліський, любачівський, мостиський, мушинський, нижанківський, порохницький, самбірський, сокальський, старосамбірський, старосільський, судововишенський, сяніцький, угнівський, устрицький, яворівський, ярославський.
У 1920 році прилучено до них нові: бориславський, буківский, чесанівський, тіснянський, динівський, горлицький, грибівський, краковецький, лежайський, лютовиський, лучанський, лупківський, мединицький, медицький, немирівський, перемиський, підбузький, радимнянський, равський, рудецький, риманівський, сінявський, турчанський, великомостенський.
Ліквідовані в той час деканати: біцький, горожанський, затварницький, каньчуцький, мокрянський, ольховецький, олешицький, перемиський міський, перемиський приміський, потелицький, яслиський.
З 1930 року утворено додатково розлуцький деканат.
У 1934 році 9 деканатів виділено у вигляді Апостольської адміністрації Лемківщини: буківський, дуклянський, динівський, горлицький, грибівський, кросненський, мушинський, сяніцький і риманівський.
Деканати Перемиської єпархії в 1936 році
1. Балигородський
2. Белзький
3. Бірчанський
4. Бориславський
5. Варяжський
6. Великомостенський
7. Височанський
8. Добромильський
9. Дрогобицький
10. Жовківський
11. Жукотинський
12. Комарнянський
13. Краковецький
14. Куликівський
15. Лежайський
16. Ліський
17. Лупківський
18. Лучанський
19. Любачівський
20. Лютовиський
21. Мединицький
22. Медицький
23. Мостиський
24. Немирівський
25. Нижанківський
26. Перемиський
27. Підбузький
28. Порохницький
29. Равський
30. Радимнянський
31. Розлуцький
32. Рудецький
33. Самбірський
34. Сінявський
35. Сокальський
36. Старосамбірський
37. Старосільський
38. Судововишенський
39. Тіснянський
40. Турчанський
41. Угнівський
42. Устрицький
43. Чесанівський
44. Яворівський
45. Ярославський

## Після 1945
Після укладання 16 серпня 1945 р. договору між СРСР і Польською Народною Республікою про радянсько-польський державний кордон колишня Перемишльська єпархія була поділена на дві частини: у складі УРСР опинилося 30 деканатів, тоді як у межах новоствореної польської держави — 15 деканатів.
Виходячи з сьогоднішнього стану дослідження, можна стверджувати, що в 1939—1947 рр. у різних обставинах померли передчасною смертю 115 священиків Перемишльської єпархії та Апостольської Адміністрації Лемківщини (75 були вбиті чи померли від побоїв та ран, 40 померли під слідством, в таборах, колоніях, на засланні або в дорозі туди) і двоє перемишльських владик. Репресивними органами гітлерівської Німеччини, Радянського Союзку, комуністичної Польщі та Чехословаччини в різний час було ув'язнено або інтерновано 220 священиків.
З-поміж духовенства Перемишльської єпархії і Апостольської Адміністрації Лемківщини у 1944—1946 рр. переселено до УРСР щонайменше 176 священиків (не враховуючи біженців з різних єпархій, що тимчасово працювали на парафіях Закерзоння). На Заході опинилося щонайменше 97 священиків, з яких четверо залишились там після звільнення з гітлерівських концтаборів; шестеро душпастирів оселилися в Чехословаччині. На території Польщі залишилося 87 священиків (не враховуючи монахів та священиків-біженців з інших єпархій).
На початку 1990-х років у Польщі відродилася Перемишльська єпархія, а згодом — Перемишльсько-Варшавська митрополія. Тим часом в Україні на теренах, що раніше належали до Перемишльської єпархії створено Самбірсько-Дрогобицьку і Сокальсько-Жовківську єпархії УГКЦ.